# 甘草叶紫堇
甘草叶紫堇（学名：Corydalis glycyphyllos）为罂粟科紫堇属下的一个种。

## 扩展阅读
- 維基物種上的相關：甘草叶紫堇